# Radoun
Radoun (en russe et biélorusse : Радунь ; en łacinka : Raduń ; en polonais : Raduń) est une commune urbaine de la voblast de Hrodna, en Biélorussie. Sa population s'élevait à 2 426 habitants en 2015.

## Géographie
Radoun se trouve à 24 km au sud-ouest de Voranava, à 88 km au nord-est de Hrodna et à 169 km à l'ouest de Minsk.

## Histoire
Cette ville est réputée pour avoir été la ville de résidence du rabbin Israël Meir Kagan, connu sous le nom de Hafetz Haïm, qui y a fondé en 1869 la Yeshiva de Radun (en). En 1940, la plupart des étudiants réussissent à atteindre les États-Unis en passant par le Japon.
Lors de la Seconde Guerre mondiale, les Allemands occupent la ville dès juin 1940. Le 16 novembre 1941, ils enferment les Juifs de la ville et des villages voisins dans un ghetto, plus de 2 000 personnes.
Le 10 mai 1942, 100 juifs sont réquisitionnés pour creuser une fosse dans le cimetière juif de la ville, certains tentent de s'échapper mais sont abattus. 1 500 juifs sont ensuite tués dans des exécutions de masse dans le cadre de la Shoah par balles par des Allemands et des policiers locaux. Environ 300 juifs artisans sont provisoirement épargnés avant d'être envoyés dans le ghetto de la ville de Shchuchin où ils trouveront la mort sur un site inconnu.

## Population
Recensements (*) ou estimations de la population :
| 1959* | 1970* | 1979* | 1989* | 1999* |
| ----- | ----- | ----- | ----- | ----- |
| 3 911 | 2 168 | 2 560 | 2 798 | 3 100 |

| 2009* | 2012  | 2013  | 2014  | 2015  |
| ----- | ----- | ----- | ----- | ----- |
| 2 673 | 2 513 | 2 470 | 2 455 | 2 426 |